# Manfred Preußger
Manfred Preußger (* 10. července 1932, Krásná Lípa, Československo) je bývalý německý atlet, jehož specializací byl skok o tyči.
V roce 1958 získal na ME v atletice ve Stockholmu stříbrnou medaili (450 cm). Na následujícím evropském šampionátu v Bělehradu o čtyři roky později skončil osmý.
Třikrát reprezentoval na letních olympijských hrách. Největšího úspěchu dosáhl v roce 1964 na olympiádě v Tokiu, kde obsadil ve finále výkonem 500 cm 4. místo. Na letních olympijských hrách 1956 v Melbourne skončil na 8. místě.